# The Queen's Affair
The Queen's Affair é um filme musical britânico de 1934 dirigido por Herbert Wilcox.